# Herczeg Gábor
Herczeg Gábor (Szolnok, 1990. március 30. –) magyar válogatott lábtoll-labdázó, kétszeres világbajnoki bronzérmes, hatszoros Európa-bajnok, 41-szeres országos bajnok, a lábtoll-labda sportág „Örökös Bajnoka”. 

## Pályafutása
Újszászon élt születése óta, itt is végezte iskoláit a Vörösmarty Mihály Általános Iskolában és az Újszászi Műszaki Szakközépiskolában és Gimnáziumban, és itt érettségi után logisztikai ügyintéző vizsgát tett. Jelenleg Szolnokon él és 2013 óta egy SKF viszonteladó cégnél értékesítőként dolgozik. 
A lábtoll-labda-pályafutása 2004 szeptemberében kezdődött. Korábban idősebb testvére, Herczeg Csaba szintén lábtoll-labdázó volt, aki 1997-ben országos bajnokságot nyert csapatban, 1998-ban pedig a German Open és a Hungarian Open trófeáját is sikerült elhódítania. 
Gábor a testvéri példát követve kezdett el lábtoll-labdázni a helyi Újszászi VVSE klub színeiben. Jelenleg Tóth Gáborral – akivel csapat- és párostársak – a magyar lábtoll-labdázás kimagasló sportolói és az újszászi lábtoll-labdázás legsikeresebb versenyzői. 2004 óta több, mint 100 alkalommal szerepelt a magyar válogatottban. 
2022 novemberében Újszászon, a 26. Felnõtt Országos Bajnokságon csapat és egyéni győzelemmel búcsúzva vonult vissza az aktív lábtoll-labdázástól. 

## Legjelentősebb eredményei
- 100-szor játszott a magyar válogatottban
- 2010-ben Zhongshanban férfi párosban világbajnoki bronzérmes, 2015-ben pedig Rómában egyéniben világbajnoki bronzérmes
- 6-szor nyert Európa-bajnokságot
- 11-szeres Hungarian Open-győztes (hatszor csapatban, ötször egyéniben)
- a German Open, French Open, Austrian Open győztese
- 41-szer nyert felnőtt országos bajnokságot
- 41-szeres magyar ranglistagyőztes
- Ötször érdemelte ki az év játékosa címet (2015, 2017, 2019, 2021, 2022)
- nyolcszoros Újszász Kupa-győztes
- 2017-ben kiérdemelte a lábtoll-labda sportág örökös bajnoki címét (ennek a kitüntetésnek a feltétele 25 db megnyert felnőtt országos bajnoki cím)
- Újszász Város Sport Díjasa (2017)

## Források

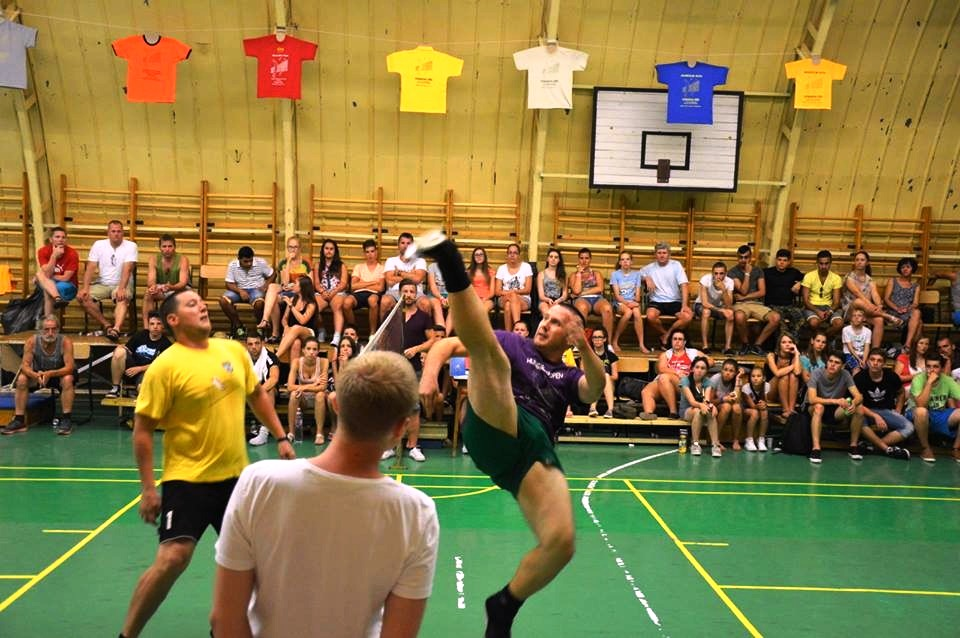
Herczeg Gábor látványos ollózása

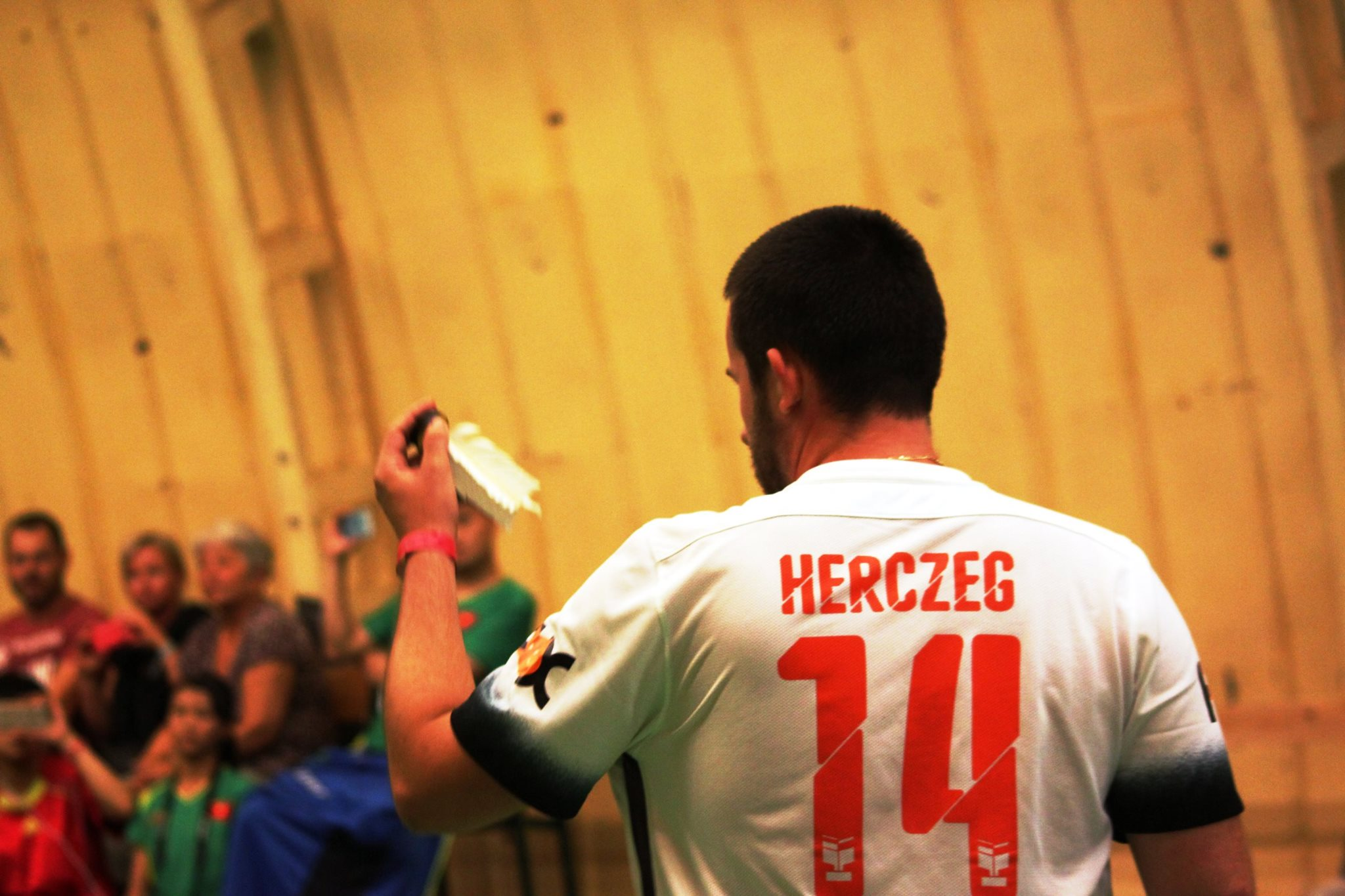
Herczeg Gábor a XX.Hungarian Open döntőjében